# Franziska Guettler
Franziska Guettler (auch Güttler geschrieben; * 1978 in Dresden) ist eine deutsche Malerin und Grafikerin.

## Leben und Werk
Nach einem Studium der Freien Malerei und Grafik bei Siegfried Klotz und Elke Hopfe an der Hochschule für Grafik und Buchkunst Leipzig (HGB) legte sie 2004 ihr Diplom bei Volker Pfüller ab. 2008 wurde sie Meisterschülerin bei Ralf Kerbach an der Hochschule für Bildende Künste Dresden (HfBK). Seitdem arbeitet sie freischaffend in Leipzig. Sie ist Mitglied im Malerinnennetzwerk Berlin-Leipzig, mit dem sie mehrfach ausstellte.

## Sammlungen
- Neue Sächsische Galerie, Chemnitz
- Staatliche Kunstsammlungen Dresden[3]

## Ausstellungen
Einzelausstellung
- 2021 2092 Malerei, Potemka Contemporary Art Leipzig

Beteiligungen (Auswahl)
- 2013 XI Biennial of Graphic Art of the Baltic Sea countries „Kaliningrad – Konigsberg 2013“
- 2013 Screening Siebdruck/Serigrafie, Künstlerhaus Sootbörn, Hamburg
- 2014 X. Grafikbiennale: 100 Sächsische Grafiken, Neue Sächsische Galerie, Chemnitz
- 2014 KUNSTKONZIL #04, mit Lee D. Böhm und Mandy Kunze, Leipziger Baumwollspinnerei
- 2015 LUX, mit Mandy Kunze, Kirche zu Panitzsch
- 2015 INTO THE NEON LIGHT. Ausstellung mit dem Malerinnennetzwerk Berlin-Leipzig, Kreuzberg Pavillon Berlin
- 2015 5. Dresdner Biennale in der ehemaligen Arbeitsanstalt Dresden[4]
- 2017 Cocoon, Bar Babette, Berlin
- 2017 PAINTING XX, Künstlerinnen des Malerinnennetzwerks Berlin-Leipzig, Kunsthalle der Sparkassenstiftung Lüneburg
- 2017 entfesselt! Schloss Achberg, Ravensburg
- 2017 Under Influence, mit Künstlerinnen des Malerinnennetzwerks Berlin-Leipzig, Galerie Dukan, Leipzig
- 2018 PAINTING XXL, Galerie Leuenroth, Frankfurt am Main
- 2019 VOIX, mit dem Malerinnennetzwerk Berlin-Leipzig, Museum der bildenden Künste Leipzig